# 비교신화학
비교신화학(比較神話學)은 공통된 주제와 특성을 확인하기 위한 시도로 서로 다른 문화의 신화를 비교하는 것이다. 비교 신화학은 다양한 학문적 목적에 기여해왔다. 예를 들어, 학자들은 종교와 문화의 발전을 추적하고, 다른 문화의 신화에 공통된 기원을 제안하고, 다양한 심리학적 이론을 지지하기 위해 다른 신화들 사이의 관계를 이용해왔다.

## 다양한 신화적 유사점

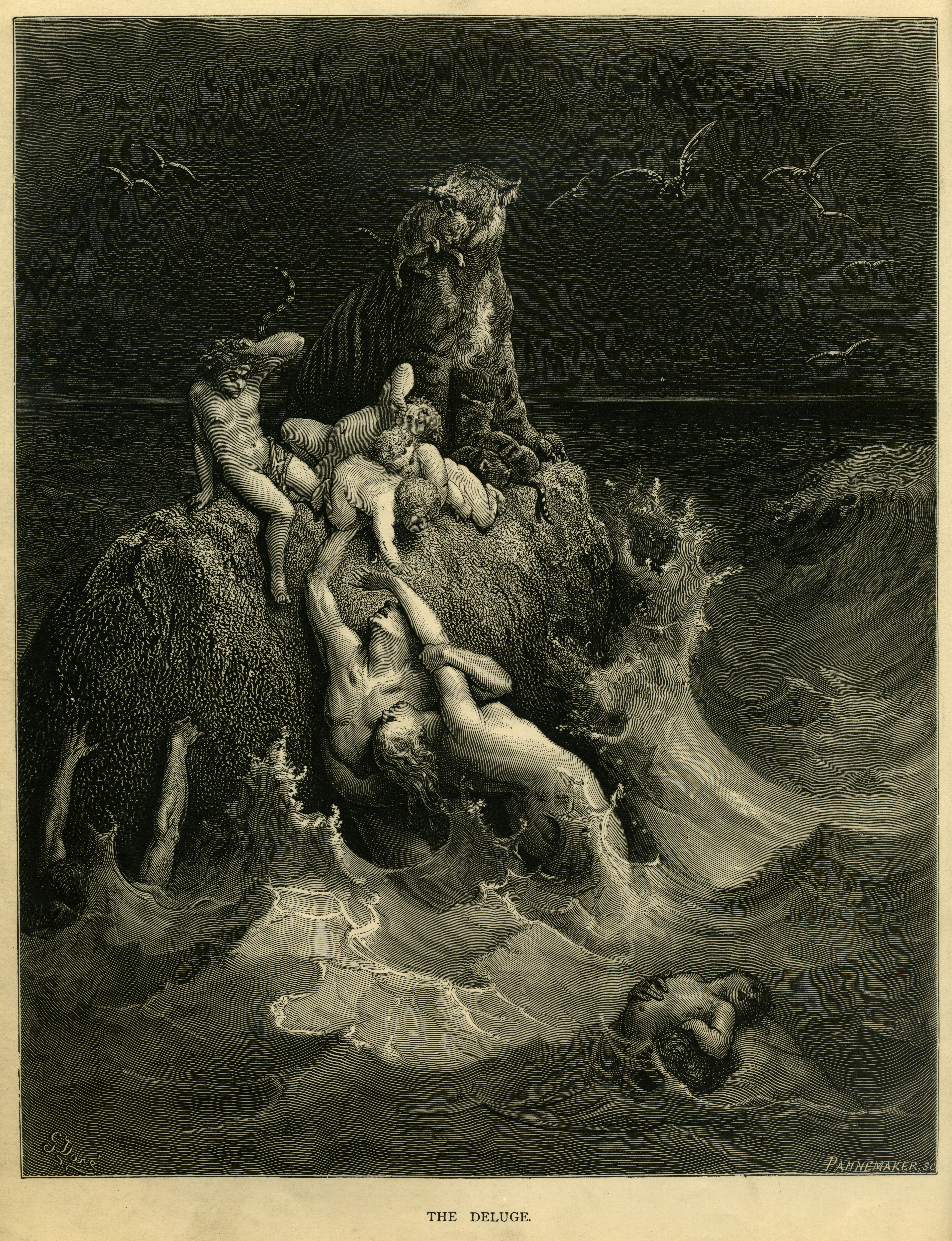
The Deluge, frontispiece to 귀스타브 도레's illustrated edition of the Bible. Based on the story of 노아의 방주, this engraving shows humans and a tiger doomed by the flood futilely attempting to save their children and cubs.

비교신화학은 아주 널리 퍼져있는 반복적인 주제와 구성 요소를 포함하여 다른 문화권의 신화들 사이에서 많은 유사점들이 발견 된다. 몇 가지 예가 있다.

### 홍수 신화
전 세계의 문화들은 거대한 홍수에 대한 이야기를 들려준다.  많은 경우에 이 홍수는 오직 한명의 생존자나 한 그룹의 생존자만을 남긴다. 예를 들어 길가메시의 바빌로니아 서사시와 히브리 성경 모두 인류를 전멸시킨 전 세계적인 홍수와 배에 태워 지구의 종을 구한 한 남자에 대해 이야기하고 있다. 한명의 홍수 생존자에 대한 비슷한 이야기는 그리스, 노르웨이, 아즈텍 신화뿐만 아니라 힌두교 신화에도 나타난다.

## 같이 보기
- 헬레나 블라바스키
- 비교종교학
- 종교사
- 조르주 뒤메질
- 카를 융
- 엘리파스 레비
- 클로드 레비스트로스
- 신화와 의식
- 신화
- 마르셀 그리올, 장 루쉬와 제르맹 디털렌
- 에이브람 스미스 팔머
- 범바빌론주의
- 종교다원주의
- 구조주의
- 사마엘 아운 웨오르

## 참조
1. ↑  Littleton, p. 32
2. ↑  van der Sluijs (2011) provides a detailed listing of parallels, see van der Sluijs, Marinus Anthony: Traditional Cosmologies. The Global Mythology of Cosmic Creation and Destruction. 2011. London: All Round Publications (table of contents)
3. ↑  Segal, untitled, p. 88
4. ↑  Woolley, p. 52
5. ↑  Dimmitt and van Buitenen, pp. 71–74
6. ↑  Urton, p. 36